# Denkmal für Peter I. (Moskau)

Seitliche Ansicht vom Moskauer Kunstpark aus

Das Denkmal für Peter I. (offiziell: Памятник «В ознаменование 300-летия российского флота», deutsch etwa: Denkmal „zur Feier des 300. Jahrestages der Russischen Marine“) in Moskau ist eine 1997 errichtete Statue, die den russischen Zaren Peter I. den Großen auf einem Schiff zeigt. Mit fast einhundert Metern Höhe zählt sie zu den höchsten Statuen der Welt.

## Beschreibung
Das Monument ist etwa 96 Meter hoch. Es besteht aus einem Segelschiff, auf dem eine überproportional große Figur steht, die Peter den Großen darstellt. Dieser hält mit der linken Hand das Steuerrad des Schiffes, mit der rechten hält er eine Schriftrolle hoch. Hinter ihm steht der Mast des Schiffes mit Tauwerk und drei Segeln. Unter dem Schiff befindet sich ein Piedestal, das Wellen und mehrere kleinere Schiffe zeigt. Das große und die kleinen Schiffe tragen Flaggen mit Andreaskreuzen. Die Plastik steht auf einer künstlichen Insel aus armiertem Beton. Diese wird von Fontänen gesäumt, die den Eindruck erwecken sollen, das Schiff bewege sich durchs Wasser. Zusammen mit der Insel erhebt sich die Statue etwa 98 Meter über die Wasseroberfläche. Die Trägerkonstruktion und das Tauwerk sind aus Edelstahl gefertigt, die Außenschicht ist teilweise aus Bronze, die Segel aus Kupfer. Verschiedene Details wie die Schriftrolle und die Andreaskreuze sind mit Gold überzogen. Die Taue sind so miteinander verwoben, dass sie sich nicht bewegen können. Die Segel bestehen des geringeren Gewichtes wegen aus einer Hohlkonstruktion. Insgesamt wiegt die Konstruktion rund 600 Tonnen.

## Entstehung

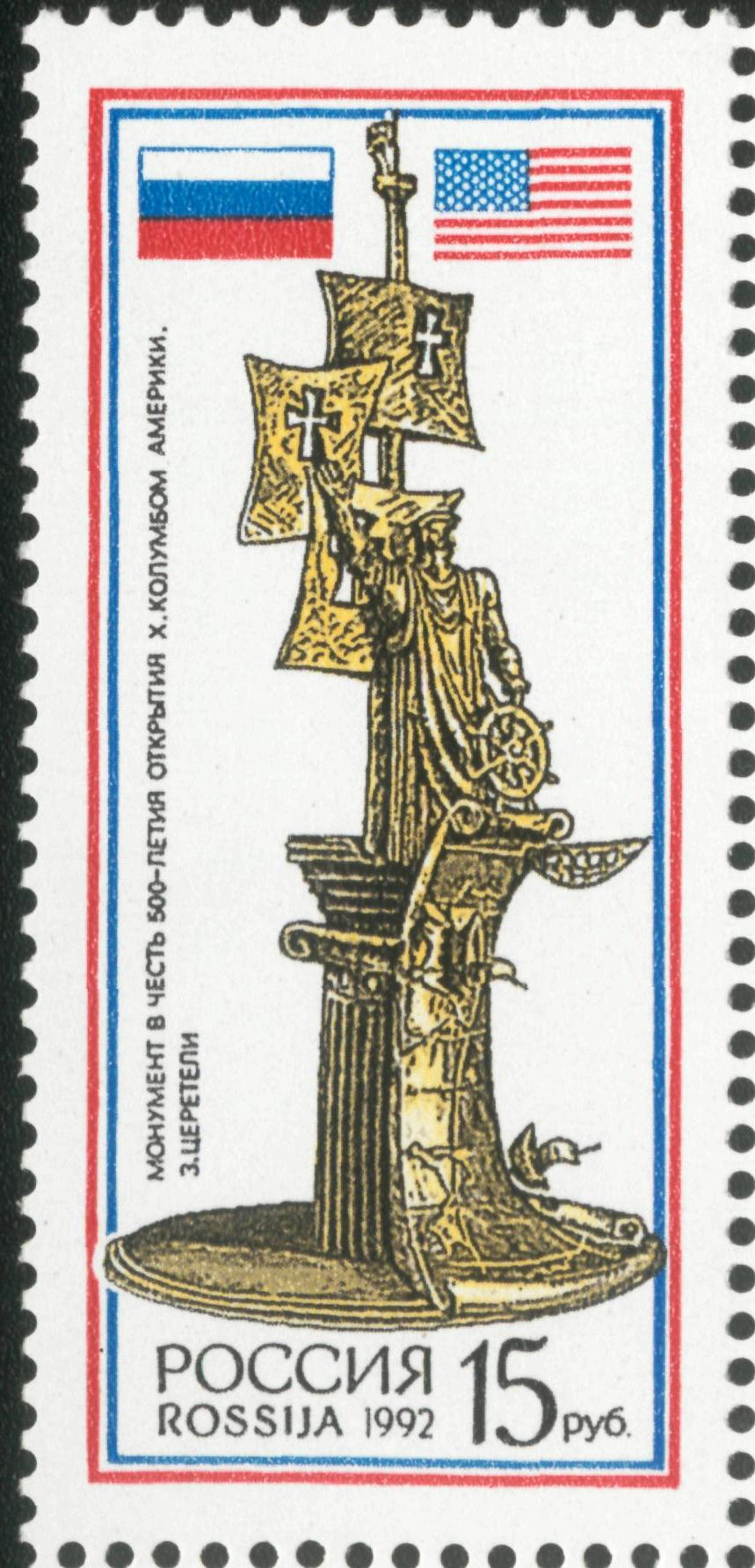
Briefmarke mit dem Entwurf einer Statue für Kolumbus, 1992

Die Statue wurde vom georgisch-russischen Bildhauer Surab Zereteli entworfen. Verschiedentlich wurde behauptet, Zereteli habe das Werk zunächst als Abbild von Christoph Kolumbus geschaffen und zwischen 1991 und 1992 in den Vereinigten Staaten, Spanien und Lateinamerika zum 500-jährigen Jubiläum der Entdeckung Amerikas durch Kolumbus 1492 angeboten. Als er keinen Abnehmer gefunden haben soll, soll er die Statue abgeändert haben, um Kolumbus in Zar Peter zu verwandeln. Von anderer Seite – unter anderem von Zereteli selbst – wurde versucht, diese Behauptungen zu widerlegen.
Tatsächlich hatte Kolumbus als Motiv mehrmals einen Platz im Schaffen Zeretelis; er widmete ihm bereits mehrere große Statuen gewidmet, etwa die 45 Meter hohe, 1995 im spanischen Sevilla aufgestellte Nacimiento de Un Hombre Nuevo. 2011 wurde im puerto-ricanischen Arecibo eine weitere Kolumbus-Statue Zeretelis zusammengesetzt, die etwa 126 Meter hoch ist. Das als Geburt einer neuen Welt bezeichnete Werk hat Ähnlichkeiten zum Peter-I.-Denkmal: Beide zeigen einen überproportional großen Mann am Steuer eines einmastigen Schiffs mit drei Segeln; beide Figuren haben einen erhobenen rechten Arm und die linke Hand am Steuerrad des Schiffes.
Das Denkmal wurde vom damaligen Oberbürgermeister Moskaus Juri Luschkow genehmigt, der als ein Freund Zeretelis galt. Unter Luschkow wurden mehrere Zereteli-Werke im öffentlichen Raum der Stadt aufgestellt, teils gegen den Widerstand der Bevölkerung. Die Peter-der-Große-Statue wurde 1997 errichtet auf einer künstlichen Insel in der Moskwa, direkt vor der Abzweigung des Wasserumleitungskanals. Dazu wurden verschiedene Elemente – das Schiff, das Piedestal und die Zarenfigur – einzeln gefertigt und am Standort zusammengesetzt. Die Bronzeteile wurden mit Sand abgestrahlt, mit einer künstlichen Patina versehen und mit einem Schutzwachs gegen Wettereinflüsse überzogen. In die Trägerkonstruktion wurden Leitern eingebaut, um das Monument für Wartungsarbeiten zugänglich zu machen.
Anlass der Errichtung der Statue war das 300-jährige Bestehen der Russischen Marine. Deren Gründung kann auf Peter I. zurückgeführt werden. Die Kosten wurden auf 15 bis 20 Millionen US-Dollar geschätzt.

## Rezeption
Von einer Mehrheit der Bevölkerung wurde das Werk abgelehnt. Vor seiner Errichtung gab es in Moskau Kampagnen zur Verhinderung der Aufstellung. Umfragen zufolge findet die Mehrheit der Moskowiter die Statue unansehnlich. Als weitere Ursache für die Ablehnung in der Moskauer Bevölkerung vermutet die BBC, dass Peter der Große Moskau 1710 als Hauptstadt des russischen Zarentums und späteren Kaiserreichs durch Sankt Petersburg abgelöst hatte. Der ehemalige russische Präsident Boris Jelzin bezeichnete die Statue als „hässlich“ und riet Luschkow, andere Künstler zu fördern.
Im Ausland rief das Denkmal ähnliche Reaktionen hervor. 2008 wurde es von Virtual Tourist in die Top Ten der hässlichsten Gebäude und Denkmäler aufgenommen. Foreign Policy zählte es 2010 ebenfalls zu den hässlichsten Statuen der Welt. Auch in anderen Listen dieser Art taucht das Denkmal regelmäßig auf.
Ein Sprengstoffanschlag auf die Statue am 6. Juli 1997 wurde verhindert. Mithilfe von spezieller Unterwasser-Ausrüstung hatte die Gruppe Revolutionärer Kriegsrat, verantwortlich für mehrere Anschläge auf andere Denkmäler im Land, unter der Statue Sprengsätze angebracht. Dank eines anonymen Hinweises an die Strafverfolgungsbehörden wurde die Sprengung vereitelt.
Unmittelbar nach dem Ende von Luschkows Amtszeit als Oberbürgermeister Moskaus schlug der kommissarische Amtsnachfolger Wladimir Ressin am 4. Oktober 2010 vor, die Statue zu versetzen. Ein Jahrzehnt zuvor hatte der Föderationsrats-Vorsitzende Sergei Mironow bereits den Finnischen Meerbusen vor Sankt Petersburg als alternativen Standort ins Gespräch gebracht. Diese Idee wurde wieder aufgegriffen. Als Reaktion veranstaltete die Sankt Petersburger Nachrichten-Website fontanka.ru eine Umfrage, bei der 65 % der Stimmen für „Mironows Datscha“ abgegeben wurden. Der Sankt Petersburger Stadtrat lehnte das Vorhaben ebenfalls ab und schlug stattdessen vor, das Monument solle demontiert und als Altmetall verwendet werden. Daraufhin boten sich verschiedene Städte als neue Standorte an. Die zu erwartenden Kosten für ein Versetzen der Statue werden mit 6 bis 10 Millionen US-Dollar beziffert. Der Moskauer Bauverantwortliche Michail Moskwin-Tarchanow schätzt sogar, dass alleine das Zerlegen 25 bis 30 Millionen US-Dollar kosten würde. Marat Gelman, ein Kunstförderer aus Moskau, hatte erklärt, die nötigen Spendengelder auftreiben zu können. Gelman ist ein erklärter Gegner der Statue und war bereits an einer Aktion zur Verhinderung ihrer Aufstellung beteiligt gewesen.